# Иодид гафния(III)
Иодид гафния(III) — бинарное неорганическое соединение, соль металла гафния и иодистоводородной кислоты с формулой HfI3, тёмно-фиолетовые или тёмно-зелёные кристаллы.

## Получение
- Реакцией гафния и иодида гафния(IV) в герметичном контейнере под давлением паров HfI4 ~20 атм:

{\displaystyle {\mathsf {3HfI_{4}+Hf\ {\xrightarrow {500-550^{o}C}}\ 4HfI_{3}}}}

## Физические свойства
Иодид гафния(III) образует кристаллы переменного состава HfI3—HfI3,35, цвет в зависимости от условий роста от тёмно-фиолетового до тёмно-зелёного.
Параметры ячейки a = 0,7225 нм, c = 0,659 нм.

## Химические свойства
- С водой (или влагой воздуха) реагирует с выделением водорода:

{\displaystyle {\mathsf {2HfI_{3}+2H_{2}O\ {\xrightarrow {}}\ 2HfOI_{2}+2HI+H_{2}\uparrow }}}